# Jubileumsmedaille voor Werk en Dapperheid ingesteld ter herinnering aan de Honderdste Verjaardag van Vladimir Iljitsj Lenin

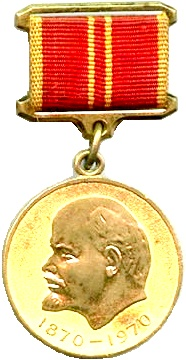
De medaille

De Jubileumsmedaille voor Werk en Dapperheid ingesteld ter herinnering aan de Honderdste Verjaardag van Vladimir Iljitsj  Lenin (Russisch: "Юбилейная медаль «За доблестный труд (За доблестный труд. В ознаменование 100-летия со дня рождения Владимира Ильича Ленина") is een onderscheiding van de voormalige Sovjet-Unie. Omdat Lenin, de stichter van de Sovjet-Unie ten tijde van het Sovjetregime zeer werd geëerd wordt de onderscheiding op de linkerborst boven alle andere onderscheidingen maar onder de Gouden Ster van een Held van de Sovjet-Unie of Held van de Socialistische Arbeid gedragen. De medaille werd in 1970 door het Presidium van de Opperste Sovjet ingesteld.
Er was ook een Jubileumsmedaille voor Militaire Dapperheid ingesteld ter herinnering aan de Honderdste Verjaardag van Vladimir Iljitsj  Lenin voor de strijdkrachten van de Sovjet-Unie.
De Russische titel; "Юбилейная медаль «За доблестный труд (За воинскую доблесть). В ознаменование 100-летия со дня рождения Владимира Ильича Ленина»" is erg lang en moeilijk te vertalen. De Russen gebruiken het woord "доблестный" of "dapperheid" ook in een context waarin de Nederlanders dat begrip niet kennen. Dapper werken en dapper militair zijn betekent zoiets als voorbeeldig werken of heroïsch werken. Het is geen onderscheiding voor dapperheid of moed in engere zin.

## De feesten van 1970
In 1970 stond de Sovjet-Unie op het hoogtepunt van haar macht. Het domineerde Oost-Europa en her en der in Afrika en Azië toonden regeringen zich geïnteresseerd in de politieke en economische methoden van de Sovjetregering. In het binnenland was er nog maar weinig oppositie, onder partijleider Leonid Brezjnev maakte de economie een groei door en er werden meer consumptieartikelen, huizen en voedingsmiddelen gefabriceerd. De ruimtevaartprogramma's waren succesvol en de grote structurele problemen van de Sovjet-Unie werden toegedekt. Daarvoor werd onder andere de groots georganiseerde en overal aanwezige propaganda van de Sovjetstaat gebruikt. De honderdste geboortedag van de officieel bewierookte Lenin werd dan ook met groot militair vertoon gevierd. Voor de burgers werden ook grote volksfeesten georganiseerd.
De medaille werd toegekend aan niet minder dan 900 0000 werknemers, 2 miljoen militairen en ongeveer vijfduizend buitenlanders. Het Presidium decoreerde ontwikkelde arbeiders, boeren, deskundigen op het gebied van de nationale economie, werknemers van de overheidsinstellingen en publieke organisaties, wetenschappers en ook kunstenaars, die de verjaardag van Lenin hielpen vieren.
Mensen die na 1917 hadden deelgenomen aan de strijd om de macht in de Sovjet-Unie, hadden gevochten om het vaderland te beschermen, zij die met hun werk een belangrijke bijdrage aan de opbouw van het socialisme in de USSR hadden geleverd, die door hun trouw aan de Communistische Partij een voorbeeld voor de jongere generatie waren;
soldaten van het Sovjetleger, de Marine van de Sovjet-Unie, paramilitaire troepen van het Ministerie van Binnenlandse Zaken, troepen en ambtenaren van de KGB; zij die bijdroegen aan de indoctrinatie van de jeugd met de denkbeelden van Lenin en zij die de verdedigingsbereidheid van de Sovjet-Unie hadden vergroot kwamen voor de medaille in aanmerking. Door deze grote categorie van potentiële dragers werd de medaille uiteindelijk ook massaal verspreid binnen de Communistische Partij en in de strijdkrachten.

## De onderscheiding
De medaille draagt het opschrift "Voor werkzame moed" ("За доблестный труд") en "Ter gelegenheid van het 100 ste verjaardag van de geboorte van Vladimir Iljitsj Lenin". ("В ознаменование 100-летия со дня рождения Владимира Ильича Ленина") De medaille werd gemaakt van messing en heeft de vorm van een cirkel met een diameter van 32 mm.
De voorzijde van de medaille toont de geïdealiseerde kop van Lenin met de data 1870-1970". Op de keerzijde staat "voor werkzame Moed", onder het hamer en sikkel en de woorden "de 100ste verjaardag van VI Lenin" (В ОЗНАМЕНОВАНИЕ 100-ЛЕТИЯ СО ДНЯ РОЖДЕНИЯ В. И. ЛЕНИНА""). Men draagt de medaille aan een 29 mm breed en 25 mm lang rood lint met vier gele strepen. Het lint is van twee gespen van messing voorzien. De medaille hangt aan de onderste gesp.
Net als de militairen dragen ook de burgers de medaille boven hun andere onderscheidingen. Meestal komt de Jubileumsmedaille voor Werk en Dapperheid dan op de revers van het kostuumjasje terecht.